# روي ميلر
روي ميلر هرنانديز ( بالإنجليزية: Roy Miller Hernández ) لاعب كرة قدم كوستاريكي، يلعب في نادي نيويورك ريد بولز بالولايات المتحدة الأمريكية ومنتخب كوستاريكا لكرة القدم المشارك في بطولة كأس العالم 2014 المقامة في البرازيل .

## روابط خارجية
- روي ميلر على موقع الاتحاد الدولي (مؤرشف)  (الإنجليزية)
- روي ميلر على موقع الدوري الأمريكي (الإنجليزية)
- روي ميلر على موقع قاعدة بيانات كرة القدم.إي يو (الإنجليزية)
- روي ميلر على موقع ناشيونال فوتبول تيمز (الإنجليزية)
- روي ميلر على موقع Soccerway.com (الإنجليزية)
- روي ميلر على موقع عالم كرة القدم.نت (الإنجليزية)
- روي ميلر على موقع كووورة
- روي ميلر على موقع AS.com (الإسبانية)